# La Co-opétition
La Co-opétition : Une révolution dans la manière de jouer concurrence et coopération (en anglais : Coopetition: A Revolution Mindset that Combines Competition and Cooperation) est un ouvrage sur la coopétition, la stratégie d'entreprise, et la théorie des jeux, par Adam M. Brandenburger et Barry J. Nalebuff. Le livre a été initialement publié par Crown Business le 1er mai 1996. En 2015, le livre est toujours disponible dans sa 9e impression.

## Résumé
La coopétition ou co-opétition (coopetition ou co-opetition en anglais) est un néologisme forgé par les auteurs et visant à décrire le concept de compétition coopérative. "Coopétition" est un mot-valise fabriqué à partir de « coopération » et de « concurrence ».
Le texte traite de cette notion de coopétition, une stratégie d'entreprise forgée à partir de la théorie des jeux pour démontrer quand il est préférable pour les concurrents de travailler ensemble plutôt que d'entrer en conflit les uns avec les autres. Les auteurs s'appuient sur de nombreux exemples pour montrer l'interaction simultanée entre concurrence et coopération. Leur recherche apportait à l'époque de nouvelles idées par rapport à la précédente analyse de l'industrie tels que le modèle des cinq forces de Michael Porter, qui se préoccupe presque exclusivement de la concurrence.

## Critique
« At one time or another, everyone wants life to be more rational and scientific. Then we wouldn't have to spend so much late-night time on the phone with friends, playing out scenarios of the possibilities life offers. Corporate executives aren't exempt from this desire. They too spin scenarios, of the bottom-line variety. This must have been the audience Adam M. Brandenburger and Barry J. Nalebuff had in mind when they wrote Co-opetition, a book about "the game theory strategy that's changing the game of business," as they put it. Mr. Brandenburger, a Harvard Business School professor, and Mr. Nalebuff, who teaches at the Yale School of Management, believe businesses can become more competitive by cooperating, hence the neologism "co-opetition." ... The authors never really make clear what distinguishes game theory from good business sense. Decision-making is looking upside, downside, matching advantage against disadvantage, marrying a weakness to a strength and occasionally doing something "counterintuitive" that actually makes complete sense in context. Since the book is full of good stories, it's hard not to recommend it, but readers looking for science are likely to be disappointed. »
— Critique par Strategy+Business